# Tranatocetus
Il Tranatocetus è un genere fossile ed estinto di Balene (Mysticeti) dal tardo Miocene (Tortoniano) con ritrovamenti parziali del teschio nello Jutland, Danimarca.
L'unica specie (Subtaxa) è il Tranatocetus argillarius.
Gli ultimi studi hanno tuttavia rilevato nuove particolarità che identificano la sub-specie Tranatocetus maregermanicum.

## Descrizione

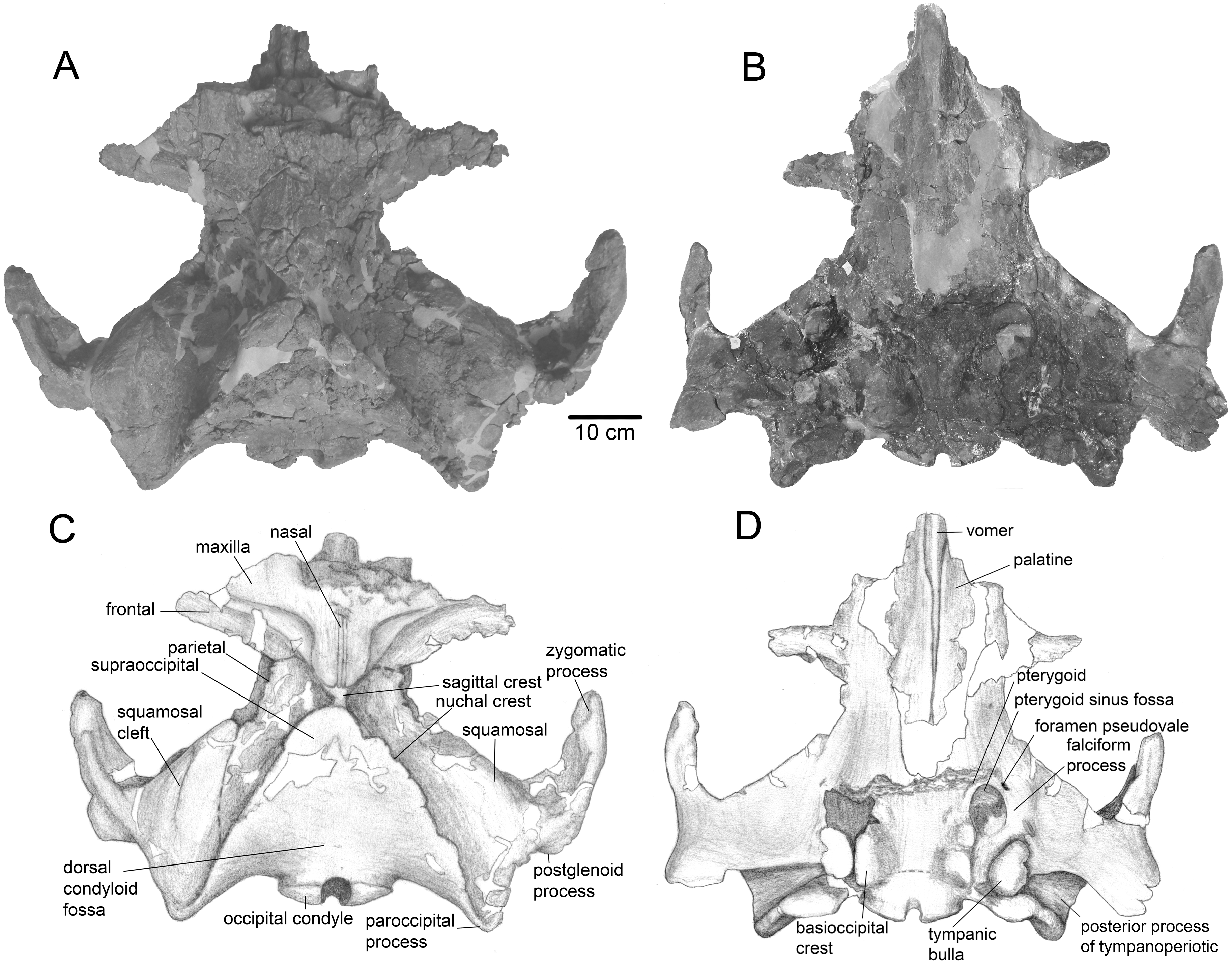
Cranio dell'esemplare olotipo

Il Tranatocetus è tuttavia comunemente simile all'Aulocetus latus, al grande Cetotherium megalophysum, al Cetotherium Vandelli nonché al Mesocetus ed al Mixocetus nell'avere ossa rostrali che sovrastano i frontali e contattano i parietali, nasali che dividono le mascelle sul vertice, uno scudo occipitale piegato dorso-ventralmente con una porzione anteriore più orizzontale ed una porzione posteriore più verticale, ed una bolla timpanica con breve, porzione anteriore stretta con estremità anteriore arrotondata o squadrata e porzione posteriore più ampia e alta, particolarmente gonfia nella zona posteroventrale.
Come altri tranatocetidi, il vertice del cranio è a forma di X nella vista dorsale. Tuttavia, la specie differisce per il largo cranio con squamosi espansi lateralmente, per i processi ascendenti diritti delle mascelle che si estendono parallelamente l'uno all'altro (piuttosto che rastremarsi e convergere posteriormente), per una piccola proiezione laterale della cresta del meato posteriore sul lato posterolaterale del processo postglenoideo e dei processi paroccipitali che si estendono molto posteriormente ai condili occipitali.

## Classificazione
Il Tranatocetus era originariamente classificato come un membro della famiglia dei Talassoteri Tranatocetidae, che comprende un numero di misticeti più strettamente imparentati con la Balaenopteroidea che con la Cetotheriidae.
Quando il Tranatocetus fu descritto per la prima volta, lo si considerò come una nuova specie di Mesocetus: M. argillarius. Tuttavia, una nuova successiva descrizione maggiormente dettagliata di questa specie ha identificato che è genericamente distinta dal Mesocetus vero e proprio, per cui si richiese il suo riconoscimento come nuovo genere.
In seguito l'analisi filogenetica ha recuperato la denominazione Tranatocetus in quanto si è osservato che il genoma è profondamente nidificato all'interno della famiglia delle Cetotheriidae, e come Metopocetus.

## Ambiente
Mari del Neogene moderatamente caldi e tropicali.

## Alimentazione
Carnivoro di superficie, da cui la denominazione Cetotherium Brandt, 1873 (letteralmente, "belva balena"), un genere estinto di cetacei della famiglia Cetotheriidae.

La comparsa di questo genere viene fatta risalire all'Oligocene.